# IBM Connections
 (août 2023).
IBM Connections est un logiciel de réseau social d'entreprise propriétaire, utilisé dans des entreprises ou des administrations, mettant à disposition de ses membres enregistrés un espace web personnalisé, permettant de présenter diverses informations personnelles telles que son état civil, sa fonction et ses centres d'intérêt.
Il permet d'utiliser les connaissances collectives de l'entreprise, de ses partenaires et de ses clients en créant dynamiquement de nouvelles connexions entre les personnes, les informations qu'elles détiennent et les tâches qu'elles exécutent.

## Présentation de IBM Connections
Lotus/IBM  Connections (ou "Connections") fut annoncé pour la première fois lors du Lotusphere 2007, et la Version 1.0 sortie le 27 juin cette même année. La Version 2.0 est sortie en juin 2008 et la Version 2.5 fut annoncée à Lotusphere 2009, pour une sortie à la mi-2009.
IBM Connections devenu est actuellement composé de six fonctionnalités :
- Page d'accueil - un Portail Web permettant de personnaliser sa page d’accueil en collectant de manière automatique les données sociales de son réseau professionnel et diverses données via Widget interactif.
- Profils - un service de réseautage social - contenant un répertoire et un moteur de recherche d'expertises qui permet de localiser rapidement les collaborateurs au sein d'une organisation.
- Communautés - un espace collaboratif permettant aux personnes possédant les mêmes domaines de compétence et les mêmes centres d'intérêt de collaborer et de partager des idées.
- Blogs - un service de blog permettant de partager ses idées et de tirer profit de l'expérience acquise par d'autres.
- Bookmarks - un service de recherche, de sauvegarde et de partage des contenus web utiles (de type favoris).
- Activités - Un outil de gestion et d'exécution des tâches au sein d'un réseau professionnel qui permet le travail par projet.

Selon l'étude 2010 CEO Study réalisé par IBM et annoncée lors de Lotusphere 2011, 57 % des entreprises qui ont investi dans des logiciels sociaux font mieux que leurs concurrentes.